# Da habt ihr mein Leben – Marieluise, Kind von Golzow
Da habt ihr mein Leben. Marieluise – Kind von Golzow ist Teil einer Langzeitdokumentation mit dem Namen „Die Kinder von Golzow“, die 1961 von Regisseur Winfried Junge begonnen und erst 2007 beendet wurde. Er begleitete mehrere Kinder einer Schulklasse aus Golzow im Oderbruch über diesen Zeitraum hinweg und präsentierte seine Ergebnisse in mehreren Filmen.

## Handlung

### Teil 1: 1961 bis 1979
Marieluise sitzt mit ihrem Mann und den zwei Töchtern vor dem Fernsehapparat und gemeinsam sehen sie sich Filmaufnahmen der vergangenen Jahre an. Winfried Junge erläutert, dass er erst im Laufe der Jahre entdeckte, was für ein Potential hinter ihrem Gesicht steckt. In den alten Filmaufnahmen, die 1961 mit der Einschulung begannen, wird auf das Leben von Marieluise eingegangen, auch auf ihre Familie, das christliche Elternhaus mit sechs Kindern, die Umsiedlung des Vaters von jenseits der Oder und seinen nicht ganz freiwilligen Eintritt in die LPG. Im Gespräch verrät sie, dass der sonntägliche Besuch der Kirche nicht gerade ihren Wünschen entsprach, sie aber auch nicht unbedingt an der Jugendweihe teilnehmen wollte. Da die DEFA aber darauf bestand, dass sie bei der Jugendweihefahrt nach Weimar mitfahren konnte, war sie sehr froh darüber. Nach dem Abschluss der 10. Klasse absolvierte sie eine Ausbildung zur Chemielaborantin im Halbleiterwerk Frankfurt (Oder) und lebte dort im Lehrlingswohnheim. Im Gegensatz zu den anderen Lehrlingen fuhr sie aber fast jedes Wochenende nach Hause, was ein Beweis dafür war, dass sie sich dort wohlgefühlt hat. Jedoch zeigte sich schon in der Lehre, dass sie unzufrieden mit ihrem Beruf ist, den sie noch während der Ausbildung am liebsten gewechselt hätte. Doch auch nach der Lehre wird sie weiter im Frankfurter Halbleiterwerk im Schichtdienst in dem ungeliebten Beruf arbeiten. An die Gründung einer eigenen Familie dachte sie zu diesem Zeitpunkt noch nicht, viel wichtiger erschien ihr der Aufbau einer eigenen Existenz. Ein Lichtblick war ihre Wahl zur Vertrauensfrau der Gewerkschaftsgruppe, was ihr viel Freude bereitete, da sie hier mit ihren offenen Meinungsäußerungen einiges bewegen konnte. Nur für eine Meisterausbildung fehlte ihr jede Motivation.
1973 kamen polnische Kolleginnen in ihre Abteilung, unter denen auch Ella war, woraus sich eine jahrelange Freundschaft entwickelte. Das war auch ein Grund dafür, die polnische Sprache zu erlernen. Im Frühjahr 1975 hatte Marieluise mit Georg einen festen Freund, der in Berlin ein Musikstudium absolvierte, den sie bereits ein Jahr kannte, aber mit dem sie erst seit dem Januar fest zusammen war. Beide wurden einen ganzen Tag beim Spaziergang durch Ost-Berlin mit der Kamera beobachtet. Ihre erste große Liebe war das aber nicht, denn die hatte sie bereits im Frankfurter Internat erlebt.
Am 25. August 1978 heiratete Marieluise im Alter von 23 Jahren in Seelow, aber nicht den Georg, sondern den 27-jährigen Hans-Steffen, weshalb sie ab diesen Tag Seidel hieß. Ihre Mutter hatte vor Freude geweint, als das Verhältnis zu Georg in die Brüche ging. Die mochte mit ihrem mütterlichen Instinkt den Musiker von Anfang an nicht und Marieluise musste ihr am Tage ihrer Hochzeit Recht geben. Dagegen mochte ihre Mutter den Hans-Steffen, einen Offizier der NVA, von Anfang an gut leiden. Die Filmaufnahmen, die Steffen bei der Inspektion eines Abfangjägers vom Typ Mikojan-Gurewitsch MiG-21 zeigen, werden sich später als Fake herausstellen. Bei Hochzeiten stoßen aber auch Elternhäuser aufeinander, was nicht wortwörtlich gemeint ist. Jedoch fielen die Sprüche der Väter des Brautpaares sehr verschieden aus, denn der Rede des in der evangelischen Religion tief verwurzelten Vaters der Braut folgt die Rede des Vaters des Bräutigams, eines Parteisekretärs der SED. Das junge Ehepaar sah sich immer dann, wenn die jeweiligen Dienstzeiten es ermöglichten. Die erste Zeit wohnten Marieluise weiterhin im Wohnheim und Steffen in der Kaserne.

### Teil 2: 1980 bis 1989
Im März 1980 kam die Tochter Marja-Stephanie in Königs-Wusterhausen zur Welt. Die Familie wohnte in einer 2½-Zimmer-Neubauwohnung, Steffen war jetzt auf dem militärischen Abschnitt des Flugplatzes Schönefeld bei der Regierungsstaffel der DDR stationiert und Marieluise arbeitete in einem chemischen Forschungsinstitut der NVA, weshalb nun beide Geheimnisträger waren. Im Sommer 1981 fuhr Steffen wieder einmal mit seiner Frau und Marja-Stephanie zu den Großeltern nach Golzow und Steffens Eltern waren auch anwesend. Das sollten die letzten Aufnahmen für die nächsten Jahre mit Steffen sein, da seine Dienststelle die Filmarbeiten der DEFA kritisch sah. Marieluises Vater nutzte das fröhliche Zusammensein sofort für den Hinweis, dass die Kinder doch recht nah hintereinander zur Welt kommen sollten. Im November 1981 kam Marieluises Freundin Ella aus Polen zu Besuch, wovon Steffen nicht so richtig etwas wissen wollte, denn die Solidarność-Bewegung hatte sich auch schon in der DDR herumgesprochen. Im Winter 1982/1983 machte die junge Familie Urlaub in einem Ferienheim der NVA am Rennsteig im Thüringer Wald. Hier gelang es dem Regisseur Winfried Junge wieder einmal, Steffen in ein Gespräch zu verwickeln und aufzunehmen, wofür dieser später erneut Ärger mit seinen Vorgesetzten bekommen sollte und deshalb die nächsten sieben Jahre nicht zu sehen war. Marieluise und Steffen sind jetzt im siebenten gemeinsamen Jahr und sie würde ihn immer wieder heiraten, auch wenn ihre erneute Schwangerschaft nicht unbedingt bei Steffen sofort auf Begeisterung stieß. Im Mai 1983 kam ihre zweite Tochter Katja zur Welt. Marieluises Arbeitsstelle befand sich jetzt in einem chemischen Labor der Zivilverteidigung der DDR in Berlin-Bohnsdorf. Dass hier auch die Gefährlichkeit von chemischen Kampfmittelstoffen untersucht wurde, um sich gegen sie zu wehren, durfte sie erst nach der Wende sagen. Gegen die Filmaufnahmen im Labor gab es aber keinen Einspruch.
Des Weiteren zeigt dieser Teil des Films verstärkt Marieluises Vater, der wie seine Frau im Kuhstall der LPG als Melker arbeitete und der die Probleme der DDR aus seiner Sicht darlegte. So bemängelt er zum Beispiel das mangelnde Verantwortungsgefühl bei den Arbeitern und deren Faulheit. Auch kritisierte er die mangelhafte Ausnutzung der vorhandenen Ressourcen, die schlechte Qualität des Futters für die Kälber und das Unterdrücken von Eigeninitiativen, sowie die Ungerechtigkeit in der Bewertung der Arbeitsleistungen der Kollegen durch die Leitung der LPG. Mit diesen offen geäußerten Problemen, für die er keine Unterstützung bei seinen Kollegen fand, obwohl sie zum Teil das Gleiche dachten, verbrannte er sich immer wieder den Mund bei seinen Vorgesetzten. Für ihn war aber der ganze Ärger kein Grund, der DDR den Rücken zu kehren, denn er vertrat die Meinung, Veränderungen könne man nur im eigenen Land vorantreiben. Im privaten Teil des Gesprächs bleibt er aber dabei, dass zwei Kinder für eine Familie viel zu wenig seien, vier sollten es mindestens sein.

### Teil 3: 1989 bis 1995
Am 13. Dezember 1989 besuchte das Filmteam die Familie Seidel in ihrer neuen Wohnung in Berlin. Natürlich hatten sie schon einen Ausflug in den Westteil der Stadt gemacht und auch Steffen durfte wieder gefilmt werden. Jetzt konnte er auch zugeben,  dass er als Major im Transportfliegergeschwader „Arthur Pieck“ im technischen Bereich diente und sein Ziel war, jetzt nach der Wende von der zivilen Fluggesellschaft Interflug übernommen zu werden. Zur Sprache kam aber auch, dass er auf Anraten seiner Vorgesetzten bei der NVA das Verhältnis zu seinen Schwiegereltern überdenken sollte, dass sein Vertrauen in die DDR-Führung größer war als das seiner Frau und dass es jetzt eigentlich gelingen sollte, einen neuen Staat zu gründen, der die positiven Seiten aus beiden deutschen Staaten übernehmen könnte.
Im Alter von neun Jahren erhielt Marja-Stephanie Tanzunterricht im Kinderballett des Friedrichstadt-Palastes Berlin. Marieluises Arbeitsstelle wurde von der Bundesrepublik übernommen und die Umweltschützer wollten diese „Giftbude“ aus dem Wohngebiet raushaben, was ihnen dann auch gelang. Steffen trug jetzt die Uniform der Bundeswehr, zunächst für zwei Jahre mit den gleichen Aufgaben wie in der DDR, was auch gut war, denn die Interflug wurde 1991 aufgelöst. Es folgte ein Urlaub der Familie in Dänemark. Im Gespräch bekennt Marieluise, dass es aber nicht das Reisen war, was sie an der Wende beeindruckte, sondern die Demokratie, die jetzt herrschte. Ein Jahr später verbrachten die Seidels wie so oft ein Wochenende in Golzow. Jetzt stand fest, dass Leben geht erst einmal weiter und das nicht schlechter als bisher. Im Jahr 1994 wird Steffen endgültig von der Bundeswehr übernommen. In einem Interview, welches sein Schwiegervater mit ihm führte, erzählte er, nun eine Weiterbildung zum Stabsoffizier an der Führungsakademie der Bundeswehr in Hamburg-Blankenese zu absolvieren. Diese Schule ist schon etwas Besonderes, aber alles konnte hier gefilmt werden, auch der Unterricht. Etwa die Hälfte der Teilnehmer kam von der ehemaligen NVA. Marieluise hatte auch eine neue Arbeitsstelle als Zahnarzthelferin in der Nähe ihrer Wohnung gefunden. Die Umstellung fiel ihr zum Anfang allerdings schwer. Katja lernt ein Musikinstrument und für Marja ging die Zeit in der Kindertanzgruppe mit 14 Jahren zu Ende. Einen Beruf als Tänzerin kann sie sich nicht vorstellen, aber beim Theater möchte sie bleiben, weshalb sie eventuell Kosmetikerin werden möchte. Bei der öffentlichen Generalprobe vor 2000 Menschen saßen auch ihre Eltern mit im Saal.
Marieluise machte mit dem Kamerateam eine Abschiedstour von ihrer ehemaligen Heimat. Dazu gehörten das ehemalige Halbleiterwerk in Frankfurt/Oder, ihr Elternhaus in Golzow, aber auch der Verkauf ihres Wochenendgrundstücks. Grund dafür war die Versetzung Steffens in die Nähe von Bonn – Steffen wurde in Köln-Wahn Staffelchef der Instandsetzung bei der Flugbereitschaft der Luftwaffe – und der Umzug in ein Einfamilienhaus in Troisdorf. Der Auszug aus der alten Wohnung fand am 28. Juni 1995 statt, es war der vorletzte Drehtag nach 34 Jahren. Marieluise war die erste der „Kinder von Golzow“ die in den ehemaligen Westen Deutschlands übersiedelte. Mit einem Rundgang durch das Einfamilienhaus, in dem die Seidels jetzt zur Miete leben, endet für Marieluise dieses Langzeitprojekt.

## Produktion und Veröffentlichung
Da habt ihr mein Leben. Marieluise – Kind von Golzow dokumentiert Teile des Lebens der im September 1954 in Golzow geborenen und aufgewachsenen Marieluise Seidel geb. Hübner. Der Film wurde durch die Produktionsfirma à jour Film- & Fernsehproduktion GmbH (Berlin) in Ko-Produktion mit dem ORB und dem NDR mit mehreren Schwarzweißfilm-Sequenzen hergestellt und hatte seine Premiere während des Internationalen Forums des Jungen Films am 22. Mai 1997. Die Erstausstrahlung im Fernsehen erfolgte am 27. Juni 2008 im Sender Südwest 3.